# 롯코미치역
롯코미치역(일본어: 六甲道駅, ろっこうみちえき 롯코우미치에키[*])은 일본 효고현 고베시 나다구에 위치한 서일본 여객철도의 역이다.

## 역 구조
섬식 승강장으로 2면 4선의 고가역이다. 역사 내에 탁아소 'JR 롯코미치 키즈룸'이 있다. 이 역의 고베 방면에서 스미요시 역 직전까지의 궤도는 슬래브 형태로 지어져 있다. 어번 네트워크 구간의 일부로, 이코카 및 제휴 IC 카드의 사용이 가능하다. 에키벤 또한 판매되고 있다.
| 1 | ■JR 고베 선 (하행 외측선) | 산노미야 · 히메지 방면 (평일 출근 시간대 쾌속 일부)     |
| 2 | ■JR 고베 선 (하행 내측선) | 산노미야 · 히메지 방면                                  |
| 3 | ■JR 고베 선 (상행 내측선) | 아마가사키 · 오사카 · 교토 방면                         |
| 4 | ■JR 고베 선 (상행 외측선) | 아마가사키 · 오사카 · 교토 방면 (아침 시간대 쾌속 일부) |

- 롯코미치 역에 정차하지 않는 특급·신쾌속·화물 열차는 1·4번 승강장을 통과한다. 정차하는 보통 및 쾌속 열차는 2·3번 승강장으로 진입하기 때문에 1·4번 승강장은 기본적으로 로프로 봉쇄되어 있다.

- 1번 승강장에 정차하는 하행선 열차는 평일 출퇴근 시간대에 운전되는 쾌속 중 일부만 (그 중 저녁에 정차하는 쾌속은 스마·다루미·마이코역을 통과한다. 토요일과 공휴일에 1번 승강장에 정차하는 열차는 없다.

- 4번 승강장에 정차하는 상행선 열차는 평일 아침 출근 시간대의 모든 쾌속과 공휴일 오전 8시 대의 일부 쾌속만 해당한다.

## 역사
스이타 ~ 스마 간에 전철 운전이 시작될 때 쓰카모토역, 다치바나역, 고시엔구치역, 모토마치역과 함께 신설되었다. 이름에 들어가는 롯코 산으로의 등산로가 통하는 장소임과 동시에 철도 연선의 주택화가 진행된 것이 신설의 배경이 되었다.

한신·아와지 대지진에 의해 당역 부근은 고가선과 역사가 붕괴하는 심각한 피해를 받았다. 당초 복구에는 기와와 자갈 철거를 진행한 후 고가선을 신조하는 데 2년 정도가 걸릴 것이라는 평가를 받았지만 상세한 진단의 결과 철로를 까는 부분의 들보와 마룻부분이 무너지지 않았기 때문에 노반을 잭으로 원래의 10미터 높이까지 들어 올리고 수평으로 되돌려 붕괴한 교각만 복구하는 전대 미문의 공사가 오쿠무라쿠미에 의해 주도되어 3개월이라는 단기간에 완성되어 당시 언론의 주목을 받았다.

### 연표
- 1934년 7월 20일 - 일본국유철도 스이타 ~ 스마역 간의 전기 철도 운전 개시와 동시에 스미요시 ~ 히가시나다 화물역 사이에 여객 전용역으로 신설 개업하였다.
- 1972년 4월 20일 - 쾌속 전철의 정차역이 되었다.
- 1976년 10월 26일 - 스미요시 ~ 히가시나다 화물역 간 고가화 사업 완성.
- 1987년 4월 1일 - 민영화에 따라 서일본 여객철도의 소속이 된다.
- 1988년 3월 13일 - 외측선의 쾌속 전차도 정차하게 되었다. (모든 쾌속 정차 개시)
- 1995년 1월 17일 - 한신·아와지 대지진에 의해 역사가 붕괴되었다.
- 1995년 4월 1일 - 나다역 ~ 스미요시 역 간 운전 재개로 JR 고베 선 전 구간의 운행이 재개되었다.
- 2003년 11월 1일 - 이코카의 사용이 가능해졌다.

## 인접정차역
| 서일본 여객철도 도카이도 본선 | 서일본 여객철도 도카이도 본선 | 서일본 여객철도 도카이도 본선 |
| ----------------------------- | ----------------------------- | ----------------------------- |
| 스미요시 마이바라 방면        | ■ JR 고베 선 쾌속             | 산노미야 히메지 방면          |
| 스미요시 교토 방면            | ■ JR 고베 선 보통             | 마야 니시아카시 방면          |